# Nicolae Pescaru
Nicolae Pescaru (Breaza, 27 de março de 1943 – 25 de maio de 2019) foi um futebolista romeno que atuou como atacante. 
Defendeu a maior parte de sua carreira o Brașov. Competiu na Copa do Mundo FIFA de 1970. Faleceu em 25 de maio de 2019 aos 76 anos de idade.